# Standoff
Standoff är en amerikansk TV-serie från 2006 som handlar om ett team FBI-förhandlare.
Serien ställdes in i maj 2007 efter att 18 avsnitt producerats, och 11 sänts.